# Alexandros Matsas
Alexandros Matsas (griechisch Αλέξανδρος Μάτσας, * 3. Mai 1910 in Athen; † 5. Februar 1969 in London) war ein griechischer Botschafter.

## Leben
Alexandros Matsas studierte Rechtswissenschaft an der Universität Athen und 1931 vier Semester Politikwissenschaft und Altgriechisch an der Christ Church (Oxford). 1934 trat er in den auswärtigen Dienst. 1938 war er Vizekonsul in al-Mansura, Ägypten. Von 1939 bis 1940 hatte er Exequatur als Konsul in Alexandria. Von 1940 bis 1945 während der deutsch-italienischen Besetzung Griechenlands folgte er der griechischen Exilregierung nach London und später nach Kairo. Von 1947 bis 1950 war er Gesandtschaftssekretär erster Klasse in Paris. 1949 war er Geschäftsträger in Den Haag. Von 1951 bis 1953 leitete er die Abteilung Wirtschaft im Auswärtigen Amt in Athen. Von 1953 bis 1957 war er Gesandtschaftsrat in Rom. Von 1957 bis 1959 leitete er die Abteilung Politik. 1958 wurde er zum Ministre plénipotentiaire ernannt. Von 1959 bis 1962 war er mit Sitz in Ankara auch bei den Regierungen in Teheran und Karatschi als Botschafter akkreditiert.
Am 13. Februar 1962 wurde er zum Botschafter in Washington, D.C. ernannt, wo er vom 28. Februar 1962 bis 25. September 1967 akkreditiert war. Griechenland und die Türkei gehörten nach der Konferenz von Jalta zum Einflussgebiet der westlichen Alliierten, woraus Dean Acheson eine Ordnungsaufgabe im Zypernkonflikt ableitete. Er entwickelte den Plan, welcher die Annexion Zyperns durch Griechenland und ein unbefristetes Verpachten einer Militärbasis auf Zypern an die Türkei vorsah. Als Annäherung an die griechische Position sah Acheson, dass er die Pacht auf 50 Jahre befristete. Matsas schlug Lyndon B. Johnson vor, dass bei einer Zusage der Türkei an die Vereinigten Staaten, Zypern nicht zu überfallen, Griechenland seine militärische Unterstützung für Makarios III. (Zypern) einstellen würde. Johnson antwortete, dass die [Invasion] der Türken ohne Verhandlungsgrundlage nicht verhindert werden könne.
Gegenüber dem Plan von Dean Acheson machte Matsas im Sommer 1964 verfassungsrechtliche Bedenken geltend, worauf ihm Lyndon B. Johnson seine Anschauung kundtat:

„Then listen to me, Mr. Ambassador, Fuck your parliament and your constituion.
America is an elephant. Cyprus is a flea.
Greece is a flea.
If those two fleas continue itching the elephant, they may just get whacked by the elelphants’s trunk, whacked good.
…
We pay a lot good American  dollars to the Greeks, Mr. Ambassador.
If your Prime Minister gives me talk about democracy, parliament and constituion, he, his parliament and his constitution may not last very long.“

„I must protest your manner“

„Don’t forget to tell old Papa-what’s-his-name – what I told you. Mind you tell, him, you hear“

Matsas telegrafierte ein Wortprotokoll der Unterredung an Georgios Papandreou.
Telefonisch bestätigte Johnson das Mitschneiden der Kommunikation der griechischen Botschaft und die Korrektheit des Wortprotokolls:

„Are you trying to get yourself into my bad books, Mr. Ambassador? Do you want me to get really angry with you? That was a private conversation me and you had. You had no call putting in all them words I used on you. Watch your step.“

Die Nacht vom 20. auf den 21. April 1967, den Obristenputsch, verbrachte Alexandros Matsas im Krankenhaus.

## Werk
Alexandros Matsas veröffentlichte drei Gedicht-Bücher (das erste auf Französisch) Midday Contemplation at Delos und 1940: Sleep at Delos und drei politische Dramen mit klassischen Themen, von welchen Clytemnestra, 1957 Croesus, 1963 durch das damals Βασιλικό θέατρο Nationaltheater (Athen) aufgeführt wurden.